# Ponte Corvo
Il Ponte Corvo, o Ponte Corbo, è un ponte ad arco ribassato romano sul fiume Bacchiglione a Padova, in Italia (Patavium romana), risalente al I o al II secolo d.C.. I suoi tre archi rimanenti attraversano un ramo del fiume e sono oggi parzialmente interrati. Il rapporto campata-alzata del ponte varia tra 2,8 e 3,4 a 1, mentre il rapporto tra luce libera e spessore del pilastro varia da 4,9 a 6,9 a 1.
Oltre a Ponte Corvo, a Padova ci sono altri tre antichi ponti ad arco ribassato: Ponte San Lorenzo, Ponte Altinate, Ponte Molino e Ponte San Matteo.

## Origini del nome
Qualcuno sostiene che Pons Curvus sia dovuto alla curva necessaria per far defluire o evitare l'acqua del canale, ma il popolo aveva storpiato il nome latino, prima in corbo poi in corvo, invece che curvo. Andrebbe considerato la presenza della famiglia Corvo o Corbo nel territorio di Padova. Tra le gens romane che si facevano chiamare Corvo c'erano la Gens Aquillia, la Gens Fulvia che usava la forma Curvi o Curvus e la Gens Valeria. E non dovrebbe sorprendere che un ponte, probabilmente levatoio nel passato, facesse riferimento al corvo per assediare le navi. Il congegno permetteva di aggrapparsi per mezzo di un grosso uncino di ferro "a becco di corvo" alla nave nemica, sistema che non è da escludere fosse anche presente in origine anche nei primi ponti levatoi. L'abbordaggio navale probabilmente fu chiamato "corvus" (corvo) in onore e ricordo della vittoria sui Galli ottenuta da Marco Valerio Corvo nella battaglia del 349 a.C., in questa occasione Marco Valerio vinse con l'aiuto di un corvo che si aggrappò al nemico strappandogli un occhio.
Nella città di Padova era proprio presente un ceppo della nobile famiglia Corvo, con blasone e motto "Post Tenebras Spero Lucem".